# Euclidisch domein
In de abstracte algebra en de ringtheorie, deelgebieden van de wiskunde, is een euclidisch domein een ring die aan bepaalde voorwaarden voldoet. Het is een commutatieve ring waarin de geheeltallige deling is gedefinieerd.
Voor de getallen geldt de  hoofdstelling van de rekenkunde, die zegt dat ieder getal als het product van priemgetallen kan worden geschreven. Met het algoritme van Euclides is de grootste gemene deler van twee getallen te bepalen en volgens de stelling van Bachet-Bézout is die grootste gemene deler een lineaire combinatie van de twee oorspronkelijke getallen. Deze eigenschappen gelden ook in een euclidisch domein. Ieder ideaal in een euclidisch domein is een hoofdideaal.
Het euclidische domein komt in de onderstaande hiërarchie voor:
eindige lichamen/velden ⊂ lichamen (Nederlands) / velden (Belgisch) ⊂ euclidische domeinen ⊂ hoofdideaaldomeinen ⊂ unieke factorisatiedomeinen ⊂ integriteitsgebieden ⊂ commutatieve ringen ⊂ ringen

## Definitie
Een euclidisch domein is een integriteitsgebied waaraan minstens een euclidische functie kan worden toegevoegd.  
Een euclidische functie op een integriteitsgebied {\displaystyle R} is een functie {\displaystyle f} van {\displaystyle R\setminus \{0\}} naar de niet-negatieve gehele getallen met de eigenschap, vergelijk het met deling met rest:
Als {\displaystyle a} en {\displaystyle b\neq 0} elementen zijn van {\displaystyle R}, dan bestaan er elementen {\displaystyle q} en {\displaystyle r} in {\displaystyle R} zodanig dat {\displaystyle a=bq+r} waarbij ofwel {\displaystyle r=0} ofwel {\displaystyle f(r)\leq f(b)}.
Veel auteurs stellen dat een euclidische functie bovendien aan de eis moet voldoen dat voor alle elementen {\displaystyle a,b\neq 0} in {\displaystyle R} geldt dat {\displaystyle f(a)\leq f(ab)}.
Let wel: een specifieke euclidische functie {\displaystyle f} is zelf geen onderdeel van de structuur van een euclidisch domein. In het algemeen zal een euclidisch domein veel verschillende  euclidische functies kennen.

## Voorbeelden
- De ring van de gehele getallen {\displaystyle \mathbb {Z} ({\sqrt {-19\ }})} van de getallen {\displaystyle {\dfrac {a+b{\sqrt {-19\ }}}{2}}}, waarin {\displaystyle a} en {\displaystyle b} gehele getallen zijn, die of allebei even of allebei oneven zijn, is wel een hoofdideaaldomein, maar geen euclidisch domein.[1]